# Obelisco Piques
El Obelisco Piques (en portugués: Obelisco do Piques), también conocido como Obelisco da Memória es un monumento de casi cinco metros de altura construido en 1814 y localizado en el Largo da Memória, en la zona central de la ciudad de São Paulo.

## Historia
Es el monumento más antiguo de la ciudad  levantado en 1814 por "Vicentinho", sobrenombre de Vicente Gomes Pereira, un maestro de obras portugués. Ese mismo año se construyó la Fuente de Piques (en portugués: Chafariz do Piques), ubicada al fondo del mismo.
La obra fue construida por órdenes del mariscal Daniel Pedro Müller, ingeniero militar, y en un inicio se encontraba dentro del agua que allí formaba una cuenca. Fue encomendada por el Conde de Palma en homenaje al gobernador Bernardo José de Lorena. El mariscal también dirigió la construcción de la fuente y del antiguo puente del Carmen.
La obra escuplida en granito gris claro fue restaurada el 2005 por na empresa privada. Las obras fueron patrocinadas por la Companhia Brasileira de Alumínio (CBA), en sociedad con el Departamento de Patrimonio Histórico del Municipio (DPH) ligado a la Secretaría Municipal de Cultura
Las características originales proyectadas por el ingeniero Daniel Pedro Müller fueron preservadas y restauradas. La CBA, del Grupo Votorantim, patrocinó la restauración y la conservación del obelisco y fue responsable por su conservación los siguientes dos años. Según la prefectura de Sao Paulo, "el proyecto de restauración es parte de una sociedad entre la CAB y la DPH, por intermedio del programa "Adopte una Obra Artística" de la Secretaría Municipal de Cultura, de la Federación de Amigos de Museos de Brasil (Fambra) y de "Ação Local - Ladeira da Memória" que buscava el apoyo de la inversión privada para la conservación y recuperación física de las obras de arte y los monumentos de Sao Paulo".
Debido a la falta de cuidado del área, el lugar es considerado muy peligroso y se encuentra abandonado a pesar de ser uno de los puntos turísticos más importantes de São Paulo. Actualmente, el lugar sirve de abrigo para indigentes. El olor a orina y suciedad es constante en esta zona.